# Каренц
Каренц (нім. Karenz) — громада в Німеччині, розташована в землі Мекленбург-Передня Померанія. Входить до складу району Людвігслуст-Пархім. Складова частина об'єднання громад Деміц-Малліс.
Площа — 6,83 км2. Населення становить 225 ос. (станом на 31 грудня 2020).